# Alex (Oklahoma)
Alex – miasto w Stanach Zjednoczonych, w stanie Oklahoma, w hrabstwie Grady.